# Reterre
Reterre ist eine Gemeinde in Frankreich. Sie gehört zur Region Nouvelle-Aquitaine, zum Département Creuse, zum Arrondissement Aubusson und zum Kanton Évaux-les-Bains. 

## Lage
Sie grenzt im Norden an Saint-Julien-la-Genête, im Osten an Fontanières, im Südosten an Rougnat, im Südwesten an Arfeuille-Châtain und im Westen an Sannat. Das Gemeindegebiet wird vom Fluss Chat Cros durchquert.

## Bevölkerungsentwicklung
| Jahr      | 1962 | 1968 | 1975 | 1982 | 1990 | 1999 | 2008 | 2013 |
| --------- | ---- | ---- | ---- | ---- | ---- | ---- | ---- | ---- |
| Einwohner | 519  | 476  | 424  | 380  | 365  | 319  | 307  | 294  |